# ETSV Weiche Flensburgo
El ETSV Weiche Flensburg es un equipo de fútbol de Alemania que milita en la Regionalliga Nord, una de las 5 ligas que conforman el cuarto nivel del fútbol en el país.

## Historia
Fue fundado en el año 1932 en la ciudad de Flensburg con el nombre ESV Weiche y después de la Segunda Guerra Mundial los jugadores tomaron al TSV Weiche-West von 1949 y comenzaron a jugar en los niveles regionales en Alemania y en la década de los años 1960s empezaron a desarrollar sus divisiones menores. Cuentan también con secciones en otros deportes como atletismo, natación, judo, bádminton, gimnasia y tenis de mesa.
El 9 de febrero de 1972 se fusionaron con el  TSV Weiche-West para formar al club actual y en 1992 formaron una división de fútbol femenil. En 1993/94 retornaron a competir a nivel nacional, aunque con las reformas en 1994 terminaron jugando en la Bezirksoberliga. En la temporada 2006/07 ganaron el título de la Oberliga Nord.

## Palmarés
- Oberliga Nord: 1

2006/07

## Jugadores destacados
- Sascha Görres